# 法式濃湯
法式濃湯（法語：Bisque，發音：[bisk] ⓘ）是一種源於法國的海鮮濃湯，傳統上以甲殼類熬製的濃湯過濾而成。其可用海螯蝦、挪威海螯蝦、蟹、蝦或螯虾煮成。

## 語源
有關法式濃湯的名稱原意，有以下兩個解釋：
1. 「Bisque」源自法國和西班牙之間的比斯開灣[2]。
2. 「Bisque」是「煮兩次」（bis cuites）的誤傳。因為西歐人煮海鮮菜，習慣上會煮兩次：第一次把海鮮脱水，然後再用葡萄酒及香料等醃製海鮮，然後再煮第二次[3]。

## 處理方法
法式濃湯被認為是一種處理賣相不夠好的甲殼類的好方法，因為能夠把甲殼類的所有精華都抽取出來。正宗的法式濃湯，會連甲殼都研磨成粉，再加進湯裡作增稠劑之用。茱莉亞·柴爾德甚至在她講述烹調法國菜的書本中這麼寫：
|  | 在湯未煮好之前，千萬別清洗任何東西，因為你會不斷使用同一個鍋來煮，而你肯定不會想把任何味道沖到下水渠去。 |

不過，現時煮法式濃湯，亦有使用米漿來作增稠劑，以節省時間。